# Ruddy Warnier
 (février 2017).
Si vous disposez d'ouvrages ou d'articles de référence ou si vous connaissez des sites web de qualité traitant du thème abordé ici, merci de compléter l'article en donnant les références utiles à sa vérifiabilité et en les liant à la section « Notes et références ».
Pour les articles homonymes, voir Warnier.
Ruddy Warnier, né à Liège le 9 janvier 1988, est un homme politique belge de langue française, membre du PTB-Go!.
Il est élu député de la circonscription de Huy-Waremme le 17 juin 2014, devenant à 26 ans le plus jeune député de la Xe législature.
Il est indépendant dans le secteur de la construction depuis août 2013 jusqu'à son élection le 17 juin 2014. Élu, il décide d'abandonner son métier de chauffagiste afin de poursuivre sa carrière politique. 

## Carrière politique
- Député wallon depuis le 17 juin 2014
  - Député de la Communauté Française (Fédération Wallonie-Bruxelles)